# Strada statale 5 quater dir del Casello di Tagliacozzo
La strada statale 5 quater dir del Casello di Tagliacozzo (SS 5 quater dir) è una strada statale italiana.

## Percorso
La strada statale 5 quater dir del Casello di Tagliacozzo è una diramazione della SS 5 quater, lunga 1,900 km, che ha origine alla progressiva 11+310 della SS 5 quater e si conclude presso il casello di Tagliacozzo dell'autostrada Roma-Teramo.

### Tabella percorso
| del Casello di Tagliacozzo |                                       |      |           |
| Tipo                       | Indicazione                           | ↓km↓ | Provincia |
|                            | Via Tiburtina Valeria                 | 0,0  | AQ        |
|                            | Roma-Teramo (Svincolo di Tagliacozzo) | 1,9  | AQ        |